# Дорчич, Миховил
Миховил Дорчич (хорв. Mihovil Dorčić; род. 12 марта 1938, Башка, Приморско-Горанская жупания) — югославский пловец. Участник летних Олимпийских игр 1960 года.

## Биография
Миховил Дорчич родился 12 марта 1938 года в югославском посёлке Башка (сейчас в Хорватии).
Выступал в соревнованиях по плаванию за «Приморье» из Риеки.
В 1959 году завоевал бронзовую медаль летней Универсиады в Торино в плавании на 100 метров на спине. Кроме того, выиграл две медали на Средиземноморских играх в Бейруте: серебряную на 100-метровке на спине, бронзовую — в эстафете 4х100 метров комплексным плаванием.
В 1960 году вошёл в состав сборной Югославии на летних Олимпийских играх в Риме. На дистанции 100 метров на спине поделил в квалификации 23-24-е места с Фридрихом Зудой из Австрии, показав результат 1 минута 6,0 секунды и уступив 0,6 секунды худшему из попавших в полуфинал Джузеппе Авеллоне из Италии. В эстафете 4х100 метров комплексным плаванием сборная Югославии, за которую также выступали Джордже Перишич, Велько Рогошич и Янез Коцмур, заняла в полуфинале 5-е место с результатом 4.25,5, уступив 9,4 секунды попавшей в финал с 3-го места команде Нидерландов.